# 早觉二郎庙
早觉二郎庙位于山西省临汾市洪洞县广胜寺镇早觉村，仅存正殿、东西配殿、西厢房；正殿面宽五间，进深六椽，悬山顶，保留明代风格，清康熙七年（1668）、乾隆四十七年（1782）维修。其余为清代建筑。门额题“众灵垂应”。明间门匾题字“绩著桃山”。1985年公布为第二批洪洞县文物保护单位，2021年8月4日，早觉二郎庙公布为第六批山西省文物保护单位。